# Walter de Gruyter

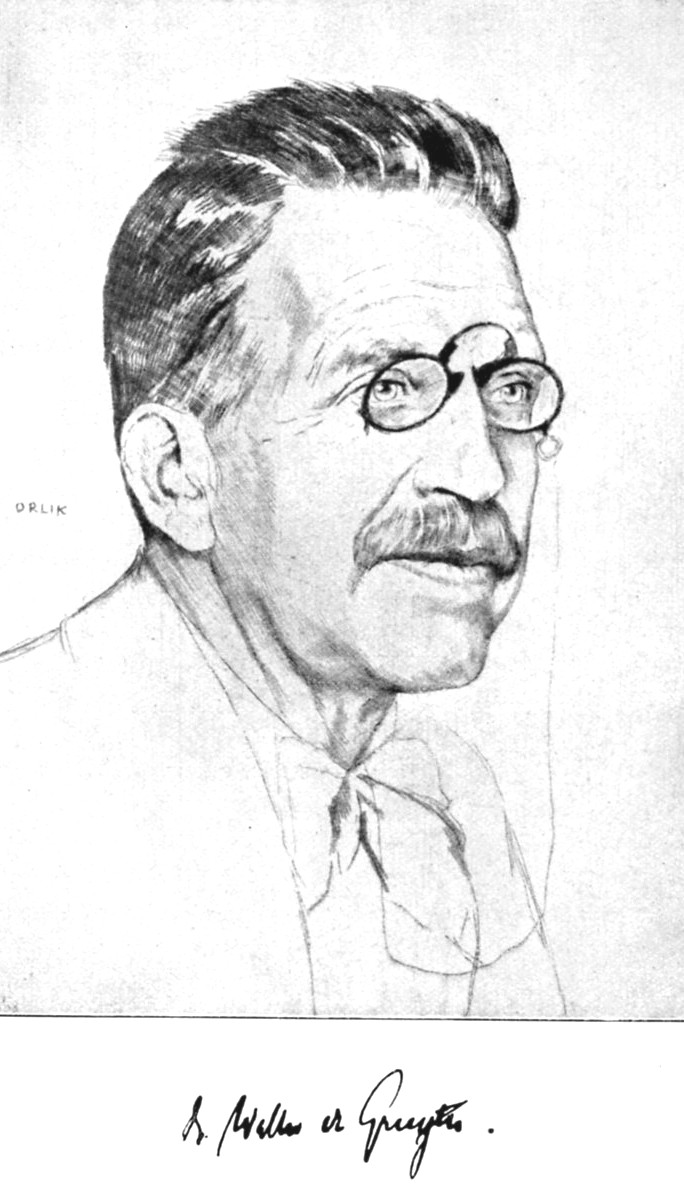
Walter de Gruyter, gezeichnet von Emil Orlik

Walter de Gruyter [ˈɡʁɔʏ̯tɐ] (* 10. Mai 1862 in Ruhrort; † 5. September 1923 in Berlin-Lichterfelde) war ein deutscher Kaufmann und Verleger.

## Leben

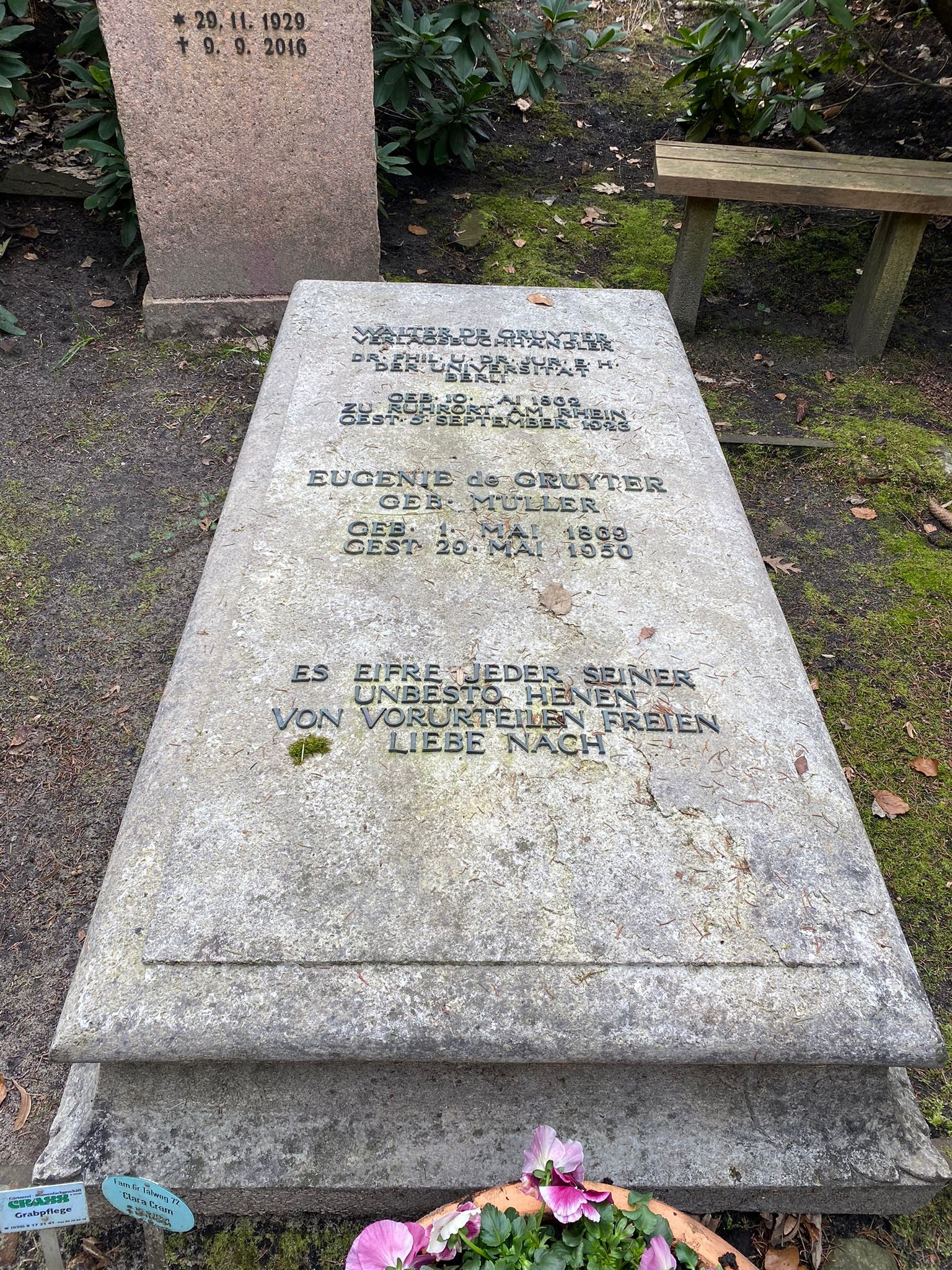
Grabstätte auf dem Parkfriedhof Lichterfelde

Walter de Gruyter war der Sohn des Kohlengroßhändlers Albert de Gruyter (1829–1901). Nach dem Abitur und einer kaufmännischen Lehre studierte er ab 1883 Germanistik in Berlin, Bonn und Leipzig, wo er 1887 bei Friedrich Zarncke zum Dr. phil. promoviert wurde. Im gleichen Jahr begann er in der väterlichen Kohlengroßhandlung zu arbeiten. Nach dem Verkauf des väterlichen Geschäfts 1893 interessierte er sich für eine Teilhaberschaft im Verlagswesen. 1894 trat er als Volontär in den Verlag Georg Reimer in Berlin ein und kaufte diesen renommierten Verlag 1897.
In den folgenden 20 Jahren verfolgte er sein unternehmerisches Ziel, durch Käufe und Teilhaberschaften mehrere Wissenschaftsverlage unter einem Dach zu vereinen. Stationen auf diesem Wege waren:
- Geschäftsführer des Verlages Immanuel Guttentag (1898)
- Teilhaber des Verlages Karl J. Trübner, Straßburg (1906)
- Teilhaber der G. J. Göschen’schen Verlagsbuchhandlung, Leipzig (1911)
- Gründung der Vereinigung wissenschaftlicher Verleger, Walter de Gruyter & Co (1919) durch Zusammenschluss der vorgenannten Verlage
- Eingliederung des Verlages Veit & Comp., Berlin (1919)

Ab 1923 firmierte die Verlagsgruppe unter dem Namen Verlag Walter de Gruyter in Berlin. Walter de Gruyter setzte sich für die Einrichtung eines Schiedsgerichts zur Schlichtung von Streitigkeiten zwischen Verlegern und Autoren ein.
Sein Grab befindet sich auf dem Parkfriedhof Lichterfelde in Berlin Lichterfelde-West.

## Familie
Walter de Gruyter war verheiratet mit Eugenie Müller (1869–1950). Sie hatten zwei Söhne, Hans (* 10. August 1889 – 27. Februar 1917) und Georg (* 28. Mai 1895 – 7. Februar 1916), die beide im Ersten Weltkrieg fielen, und zwei Töchter: Die ältere Clara (* 16. September 1891) heiratete Herbert Cram (1890–1967), der die Leitung des Verlags übernahm. Die jüngere Ellen (* 26. Juli 1900) war in erster Ehe mit dem Juristen Karl-August Crisolli (1900–1935) verheiratet, aus dieser Ehe ging der Sohn Rudolf (1932–1970) hervor, in zweiter Ehe mit dem Kunsthistoriker und Verleger Burkhard Meier (1885–1946).